# Кристиан II (король Дании)
Кристиан II (дат. Christian 2.; 1 июля 1481, Нюборг — 25 января 1559, Калунборг) — король Дании и Норвегии с 22 июля 1513 по 13 апреля 1523, король Швеции с 1 ноября 1520 по 23 августа 1521, из династии Ольденбургов. Сын короля Иоганна и Кристины Саксонской (1461—1521).

## Ранние годы
Шести лет от роду он был помещён отцом в дом именитого копенгагенского бюргера Ганса Переплетчика, жена которого слыла одной из самых достойнейших женщин Дании, и рос некоторое время в обществе двух сыновей названной четы.
Затем Кристиана отдали на воспитание к Юргену Гинце, который в числе прочих мер для укрощения необузданного нрава своего питомца брал его с собой в церковь и заставлял петь на клиросе с мальчиками-певчими. Гинце, однако, оказался не в силах справиться с мальчиком, и король взял сына обратно к себе, поручив его воспитание немцу Конраду Бранденбургу, человеку очень гуманному, который и сумел благотворно повлиять на Кристиана. Впрочем, и этот воспитатель не мог удержать молодого принца от бесшабашных ночных прогулок по городу, во время которых он часто приходил в столкновение с городской стражей.

## Правление
Похождения эти не мешали, однако, Кристиану живо интересоваться общественными делами и политикой. Ещё ребёнком Кристиан был признан наследником датской короны, в 1494 году утверждён наследником норвежской, а в 1497 году — и шведской короны. Достигнув 18 лет, Кристиан лично принял присягу от депутатов всех областей Швеции и предпринял в сопровождении наместника Швеции Стена Стуре Старшего поездку по стране, чтобы завоевать себе симпатии населения. Он с жаром воспринимал гуманитарные идеи своего века; низшие сословия рано нашли в нём заступника и покровителя.
Необузданно пылкий, своевольный нрав его, однако, не смягчился с годами; все должно было преклоняться перед его волей. При встрече с затруднениями, которых нельзя было сломить сразу, Кристиан часто изменял свои планы; ему недоставало устойчивости и выдержки. Главной его целью была неограниченная власть, и он стремился к ней, не разбирая путей. Все свои свойства, и хорошие, и дурные, Кристиан проявил в полной мере ещё в течение своего 6-летнего наместничества в Норвегии (1506—1512). Непокорные норвежские дворяне были удалены от управления страной и заменены более податливыми датчанами; возмущения подавлены с неумолимой жестокостью; притязания ганзейских городов сурово отвергнуты; путём быстрых энергичных набегов восстановлено спокойствие в Швеции. Епископа Гаммера он по одному подозрению в измене заключил в тюрьму, не обращая ни малейшего внимания ни на папу, ни на все духовенство, ни даже на собственного отца и короля. «Епископам, — говорил он, — не след проживать в каменных крепостях-замках; пусть живут в простых помещичьих усадьбах».
Высшие сословия скоро поняли, какого сурового господина приобретут в будущем короле. Когда умер король Иоганн (в 1513 году), Кристиану пришлось для получения короны подписать очень стеснительную капитуляцию. В 1514 году он короновался в Копенгагене, а год спустя сочетался браком с Изабеллой Габсбургской (1501—1526), сестрой императора Карла V. И после брака, однако, продолжалась его связь с дочерью голландской мещанки Сигбритты, нежно любимой им Дивеке, которая оказывала на него благотворное, сдерживающее влияние. В 1517 году Дивеке умерла, и в Кристиане произошёл крутой поворот к худшему. Он окончательно ожесточился, особенно против дворян, которых подозревал в отравлении Дивеке, и в то же время все больше и больше подпадал влиянию Сигбритты, матери Дивеке, около которой сгруппировались разные тёмные личности.
Враждебные отношения к датскому дворянству все обострялись и до крайних мер со стороны Кристиана не дошли только потому, что его отвлекала борьба со Швецией. В 1520 году он короновался в Стокгольме и целым рядом беззаконных мер, в том числе и знаменитой «Стокгольмской кровавой баней», попытался закрепить за собой и своим потомством полную верховную власть над Швецией, объявив себя наследственным её королём. В 1521 году Кристиан отправился в Нидерланды, где добился от императора Карла V поддержки против Любека и уступки ленных прав на Гольштейн. Эразм Роттердамский и Альбрехт Дюрер часто бывали гостями Кристиана.
Возвратившись на родину, Кристиан стал вводить у себя новые порядки по образцу нидерландских. Издавались законы, свидетельствовавшие о стремлении Кристиана к просвещению, к улучшению положения среднего и низшего классов.

«Не должно быть продажи людей крестьянского звания; такой злой, нехристианский обычай, что держался доселе в Зеландии, Фольстере и др., чтобы продавать и дарить бедных мужиков и христиан по исповеданию, подобно скоту бессмысленному, должен отныне исчезнуть»

Из указа короля Кристиана II

Новшества встретили ожесточённый отпор со стороны дворян и духовенства, видевших в каждом шаге Кристиана стремление ослабить их значение и достигнуть самодержавной власти. Более всего утверждали их в этом мнении его попытки добиться того, чтобы корона Дании с неотделимой от неё норвежской стала наследственной в его роде, как и корона Швеции. Сначала возмутились против Кристиана несколько ютландских епископов и членов государственного совета.

## Время в изгнании

Художник Вильгельм Розенстанд (1885). Король Дании Кристиан II и его любовница Дивеке.

Кристиан вступил с ними в переговоры и дождался того, что к возмутившимся присоединилась вся Ютландия. Даже крестьяне и горожане объединились с дворянами, испуганные чрезмерными налогами. Кристиан с семьёй и группой приближённых отплыл в Германию за помощью. Император был в это время вовлечён в войну с Францией; нечего было и думать о получении с него остававшейся за ним части приданого жены Кристиана.
Целый год Кристиан пробыл в Германии, тщетно ища средств для снаряжения войска на выручку остававшейся ему верной столицы Дании, осаждённой войсками Фредерика I, которого датское дворянство избрало в короли. В подавленном состоянии духа Кристиан искал утешения в проповедях Мартина Лютера. До тех пор Кристиан видел в Реформации лишь политическое орудие и пользовался ею для достижения личных целей; теперь он, по-видимому, стал искренним лютеранином, долго жил в Виттенберге у художника Лукаса Кранаха, часто виделся с самим Лютером, поручил двум своим спутникам Гансу Миккельсену и Кристиану Винтеру перевод с немецкого на датский язык Нового Завета, а сам занялся переводом Ветхого.
Сближение с Лютером расстроило его отношения с императором. Кристиану пришлось вместе с семьёй переселиться в Льеж. На прожитие ему с семьёй и свитой отпускалось из императорской казны по 500 гульденов в месяц; этого не хватало, и семье Кристиана приходилось, терпя нужду, закладывать не только фамильные драгоценности, но даже игрушки детей. После смерти королевы в 1526 году у Кристиана отобрали детей из опасения, чтобы он не воспитал их протестантами.
По окончании войны Карла V с Францией виды Кристиана на будущее улучшились, но в видах обеспечения за собой поддержки императора и успешной борьбы с Фредериком I и Густавом Вазой, действовавшими в качестве покровителей лютеранства, Кристиану пришлось опять стать католиком и гарантировать в своих государствах неприкосновенность и первенство католической церкви. Обещанная ему императором денежная помощь не была оказана; тем не менее он собрал войско в 10000 человек и, произведя внезапное нападение на голландские города, служившие гарантией в уплате ему приданого, вынудил у них помощь, несмотря на тайное и явное противодействие императора.

## Последние годы жизни
В октябре 1531 года был снаряжён флот, и Кристиан отплыл на завоевание утраченных корон. Флот был разбит бурей, и ему удалось лишь с небольшой частью войска достигнуть Норвегии, откуда он предполагал действовать, заручившись сочувствием некоторых католических епископов. Силы его, однако, были уже не прежние; он скоро убедился в бесплодности борьбы и решился вступить в личные переговоры со своим дядей и врагом Фредериком I, для чего прибыл в Данию, положившись на то, что ему был гарантирован свободный пропуск, но был вероломно схвачен и заточён в Сённерборгский замок. Фредерик I заранее связал себя обещанием перед датским и гольштейнским высшим дворянством считать Кристиана государственным пленником.
8 лет он провёл в самом строгом заключении; в 1540 году королю Кристиану III удалось несколько облегчить его положение, а в 1549 году перевести его в замок Калунборг, где он и провёл остаток дней своих в сравнительно сносных условиях. Похоронен король Кристиан II был в королевской часовне францисканского монастыря в городе Оденсе. В XIX веке останки короля были перезахоронены и теперь покоятся в соборе Святого Кнуда.

## Прозвища
В шведской историографии короля Кристиана II называют «Кристиан Тиран» (швед. Kristian Tyrann), поскольку именно он был главным организатором Стокгольмской кровавой бани. Однако при этом в Швеции распространено заблуждение, что датские историки называли Кристиана II не иначе как «Кристианом Добрым» (дат. Christian den Gode). Согласно датским историческим источникам, Кристиану II никогда не присваивалось какое-либо прозвище, а историк Микаэль Венге (дат. Mikael Venge), автор статьи о Кристиане II в Датском биографическом словаре, в 1979 году в интервью Гуннару Рихардсону сказал, что подобные заявления нередко делало Шведское радио и что в его адрес датчанам следовало бы выражать протесты за подобные дерзкие утверждения. Тем не менее, некоторые гиды в Стокгольме, работающие в Старом городе, на полном серьёзе убеждают туристов в том, что Кристиана II действительно называют в Дании «Кристианом Добрым».